# Eric Cairns
Pour les articles homonymes, voir Cairns (homonymie).
Eric Cairns (né le 27 juin 1974 à Oakville en Ontario au Canada) est un joueur professionnel canadien de hockey sur glace. Il évoluait au poste de défenseur.

## Carrière
Il a commencé sa carrière professionnelle dans la Ligue de hockey de l'Ontario en jouant pour les Compuware Ambassadors de Détroit (aujourd'hui Spitfires de Windsor) en 1991.
Il est choisi par les Rangers de New York au cours du repêchage d'entrée dans la LNH 1992 en troisième ronde (72e choix). Malgré tout il continue à évoluer pendant quelques saisons dans les ligues mineures (LHO, ECHL ou encore dans la Ligue américaine de hockey) avant de faire ses débuts dans la LNH au cours de la saison 1996-1997.
Au début de la saison 1999-2000, il rejoint les Islanders de New York chez qui il obtient une place de titulaire.
Il quitte la franchise pour le Royaume-Uni au cours du lock-out de 2004-2005 puis signe en 2005 pour les Panthers de la Floride avant de rejoindre en cours de saison les Penguins de Pittsburgh. Il ne joue que trois rencontres avec ces derniers en 2006-2007 avant d'annoncer son retrait de la compétition.

## Statistiques
Pour les significations des abréviations, voir Statistiques du hockey sur glace.
| Saison     | Équipe                           | Ligue      |     | Saison régulière | Saison régulière | Saison régulière | Saison régulière | Saison régulière |   | Séries éliminatoires | Séries éliminatoires | Séries éliminatoires | Séries éliminatoires | Séries éliminatoires |
| Saison     | Équipe                           | Ligue      | PJ  | B                | A                | Pts              | Pun              | PJ               | B | A                    | Pts                  | Pun                  |                      |                      |
| 1991-1992  | Compuware Ambassadors de Détroit | LHO        | 64  | 1                | 11               | 12               | 237              | 7                | 0 | 0                    | 0                    | 31                   |                      |                      |
| 1992-1993  | Red Wings Junior de Détroit      | LHO        | 64  | 3                | 13               | 16               | 194              | 15               | 0 | 3                    | 3                    | 24                   |                      |                      |
| 1993-1994  | Red Wings Junior de Détroit      | LHO        | 59  | 7                | 35               | 42               | 204              | 17               | 0 | 4                    | 4                    | 46                   |                      |                      |
| 1994-1995  | Bulls de Birmingham              | ECHL       | 11  | 1                | 3                | 4                | 49               | -                | - | -                    | -                    | -                    |                      |                      |
| 1994-1995  | Rangers de Binghamton            | LAH        | 27  | 0                | 3                | 3                | 134              | 9                | 1 | 1                    | 2                    | 28                   |                      |                      |
| 1995-1996  | Checkers de Charlotte            | ECHL       | 6   | 0                | 1                | 1                | 34               | -                | - | -                    | -                    | -                    |                      |                      |
| 1995-1996  | Rangers de Binghamton            | LAH        | 46  | 1                | 13               | 14               | 192              | 4                | 0 | 0                    | 0                    | 37                   |                      |                      |
| 1996-1997  | Rangers de Binghamton            | LAH        | 10  | 1                | 1                | 2                | 96               | -                | - | -                    | -                    | -                    |                      |                      |
| 1996-1997  | Rangers de New York              | LNH        | 40  | 0                | 1                | 1                | 147              | 3                | 0 | 0                    | 0                    | 0                    |                      |                      |
| 1997-1998  | Wolf Pack de Hartford            | LAH        | 7   | 1                | 2                | 3                | 43               | -                | - | -                    | -                    | -                    |                      |                      |
| 1997-1998  | Rangers de New York              | LNH        | 39  | 0                | 3                | 3                | 92               | -                | - | -                    | -                    | -                    |                      |                      |
| 1998-1999  | Wolf Pack de Hartford            | LAH        | 11  | 0                | 2                | 2                | 49               | -                | - | -                    | -                    | -                    |                      |                      |
| 1998-1999  | Lock Monsters de Lowell          | LAH        | 24  | 0                | 0                | 0                | 91               | 3                | 1 | 0                    | 1                    | 32                   |                      |                      |
| 1998-1999  | Islanders de New York            | LNH        | 9   | 0                | 3                | 3                | 23               | -                | - | -                    | -                    | -                    |                      |                      |
| 1999-2000  | Bruins de Providence             | LAH        | 4   | 1                | 1                | 2                | 14               | -                | - | -                    | -                    | -                    |                      |                      |
| 1999-2000  | Islanders de New York            | LNH        | 67  | 2                | 7                | 9                | 196              | -                | - | -                    | -                    | -                    |                      |                      |
| 2000-2001  | Islanders de New York            | LNH        | 45  | 2                | 2                | 4                | 106              | -                | - | -                    | -                    | -                    |                      |                      |
| 2001-2002  | Islanders de New York            | LNH        | 74  | 2                | 5                | 7                | 176              | 7                | 0 | 0                    | 0                    | 15                   |                      |                      |
| 2002-2003  | Islanders de New York            | LNH        | 60  | 1                | 4                | 5                | 124              | 5                | 0 | 0                    | 0                    | 13                   |                      |                      |
| 2003-2004  | Islanders de New York            | LNH        | 72  | 2                | 6                | 8                | 189              | 1                | 0 | 0                    | 0                    | 0                    |                      |                      |
| 2004-2005  | Racers de London                 | EIHL       | 34  | 3                | 7                | 10               | 142              | -                | - | -                    | -                    | -                    |                      |                      |
| 2005-2006  | Panthers de la Floride           | LNH        | 23  | 0                | 1                | 1                | 37               | -                | - | -                    | -                    | -                    |                      |                      |
| 2005-2006  | Penguins de Pittsburgh           | LNH        | 27  | 1                | 0                | 1                | 87               | -                | - | -                    | -                    | -                    |                      |                      |
| 2006-2007  | Penguins de WBS                  | LAH        | 2   | 0                | 0                | 0                | 10               | -                | - | -                    | -                    | -                    |                      |                      |
| 2006-2007  | Penguins de Pittsburgh           | LNH        | 1   | 0                | 0                | 0                | 5                | -                | - | -                    | -                    | -                    |                      |                      |
| Totaux LNH | Totaux LNH                       | Totaux LNH | 457 | 10               | 32               | 42               | 1 182            | 16               | 0 | 0                    | 0                    | 28                   |                      |                      |